# Cardioptera squalodon
Cardioptera squalodon är en bönsyrseart som beskrevs av Werner 1932. Cardioptera squalodon ingår i släktet Cardioptera och familjen Mantidae. Inga underarter finns listade i Catalogue of Life.